# Vârful Parângul Mare
Der Vârful Parângul Mare (ungarisch: Nagy-Páring) ist der höchste Gipfel des Parâng-Gebirges in den rumänischen Südkarpaten. Er liegt auf dem Grenzkamm zwischen den historischen Regionen Siebenbürgen und (Kleine) Walachei. Mit einer Schartenhöhe von 2103 m ist er noch vor dem Vârful Moldoveanu der prominenteste Berg des Landes. Der kürzeste, gut markierte Anstieg führt vom Skigebiet Stațiunea Parâng über das Refugiul Cârja (auch "Rudolfshütte") und den Vârful Cârja herauf.

## Karten & Literatur
- S.C. Schubert & Franzke Srl (Hg.): Colecția Munții Noștri 1:50.000, Blatt MN12: Parâng[5]
- Birgitta Gabriela Hannover Moser: Rother Wanderführer Rumänien – Südkarpaten. Bergverlag Rother, Oberhaching, 2017, ISBN 978-3-7633-4467-3
- Janneke Klop: Trekking the Mountains of Romania. Cicerone, Kendal, 2020, ISBN 978-1-85284-948-1

## Bilder

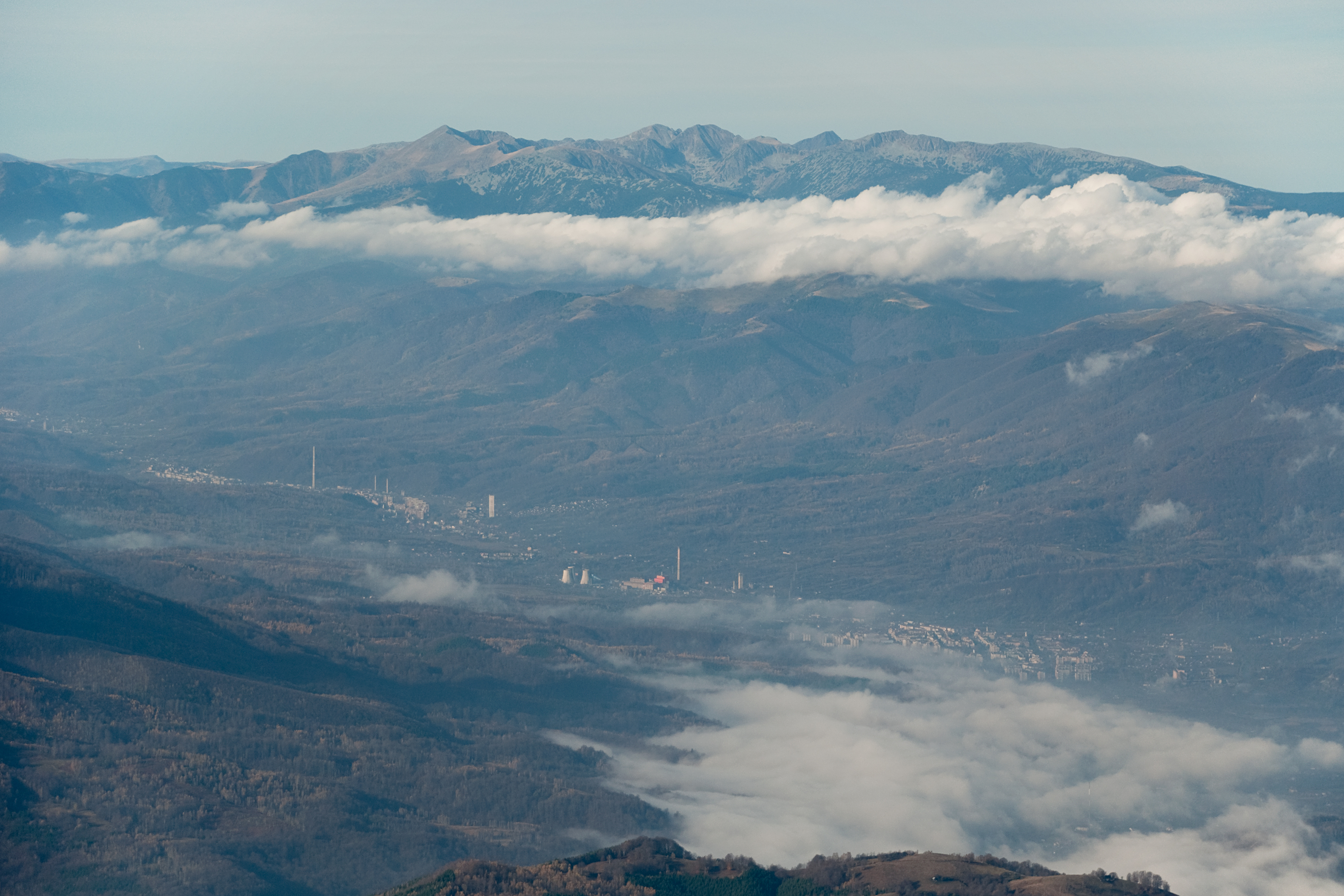
Das Schiltal und das Retezat-Gebirge von Osten vom Parâng-Gebirge aus
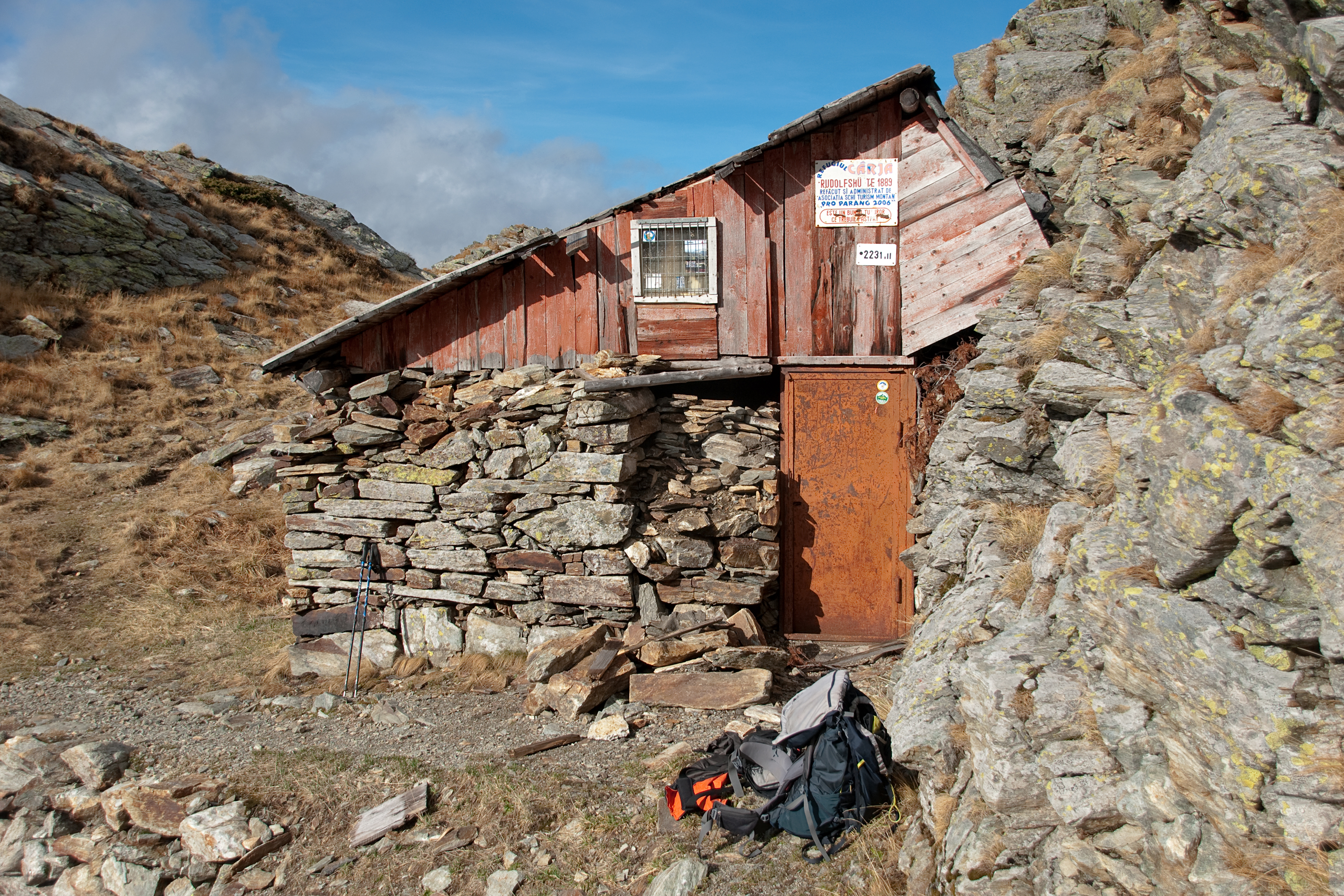
Das Refugiul Cârja (auch "Rudolfshütte")